# شهرستان بولشگلوشیتسکی
شهرستان بولشگلوشیتسکی (به لاتین: Bolsheglushitsky District) یک شهرستان در روسیه است که در استان سامارا واقع شده‌است.